# Aivaras Abromavičius

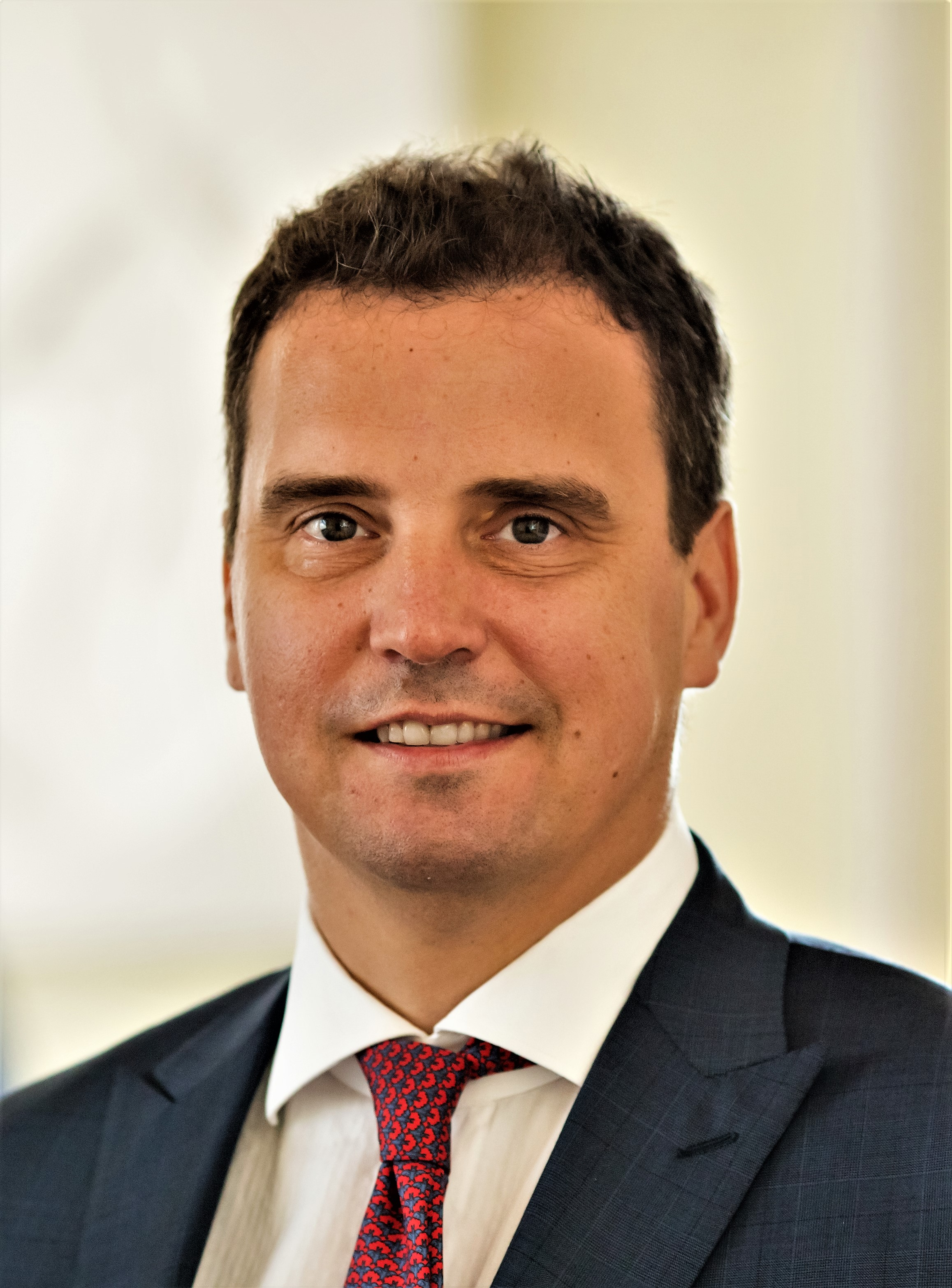
Aivaras Abromavičius 2015

Aivaras Abromavičius (ukrainisch Айварас Абромавічус; * 21. Januar 1976 in Vilnius, Litauische Sozialistische Sowjetrepublik) ist ein litauischer Finanzmanager, Unternehmer und ukrainischer Politiker. Er war von Dezember 2014 bis Februar 2016 Wirtschaftsminister der Ukraine und von 2019 bis 2020 Leiter von Ukroboronprom.

## Leben
1988 gewann er mit der litauischen Jugend-Nationalmannschaft die Meisterschaft der Sowjetunion im Basketball. Er studierte an der International Business Concordia International University in Estland. Den Bachelor-Abschluss erwarb er an der Concordia University Wisconsin. Als erster Nicht-Este stieg er bei der damals estnischen Hansabank ein, für die er 1999 nach Schweden ging. Seit Dezember 2002 war er Partner der Stockholmer Investmentgesellschaft East Capital, die sich auf Geldanlage in Osteuropa spezialisiert, seit  2005 in deren Moskauer Büro. Am 2. Dezember 2014 nahm er die ukrainische Staatsbürgerschaft an und wurde vom ukrainischen Präsidenten Petro Poroschenko zum Minister für Wirtschaftsentwicklung und Handel im Kabinett Jazenjuk II ernannt. Am 3. Februar 2016 reichte er seinen Rücktritt als Minister ein, unter anderem, weil er sich zunehmenden Druck durch Ihor Kononenko ausgesetzt sah und wegen seiner Ansicht nach schleppender Korruptionsbekämpfung durch die Regierung.
Abromavičius ist verheiratet. Seine Frau Jekaterina stammt aus Donezk. Sie haben drei Kinder.